# Alfred Zweifel
Alfred Zweifel (* 1851; † 1920) war ein Schweizer Unternehmer und Konsul von Spanien. Einige auch offizielle Quellen gaben ihm fälschlicherweise den Vornamen Albert.

## Leben
Stammsitz der Familie Zweifel ist Linthal, Kanton Glarus. Die Malaga-Kellerei wurde 1877 gegründet und 1889 mit dem Bau des Kellereigebäudes in Lenzburg, Kanton Aargau begonnen. Zu dieser Zeit bestanden bereits Kontakte zu den Bodegas Jiménez y Lamothe in Málaga, von wo er Malagaweine importierte. Seine Weine waren überregional gefragt, weil sie als besonders unverfälscht und authentisch galten. In der Apotheker-Zeitung von 1898 ist dazu eine ausführliche Würdigung erhalten geblieben. Zweifel war verheiratet mit Bertha Luise Meier (1859–1930). Das Paar hatte zwei Söhne und zwei Töchter. Einer der Söhne war der Architekt Carl Zweifel, der u. a. durch den Bau der Pauluskirche in Luzern und seinen Schweizerbaukasten bekannt wurde. Eine der Töchter war Miranda Ludwig-Zweifel (1890–1972), die in ihren späten Jahren schriftstellerisch tätig wurde.
Zweifel wohnte ab 1896 in Lenzburg in der Villa Malaga in der Schützenmattstrasse nördlich der Altstadt, nur etwa 100 Meter von seinem Kellereigebäude entfernt. Dieses von 1840 stammende Wohngebäude wurde vom Badener Architekten Joseph Caspar Jeuch für Luise Meyer-Rohr erbaut. Zweifel hatte es zu seinen Zwecken umbauen und passend zu der aufwendigen Fassade am Firmensitz mit dem Schriftzug Villa Malaga versehen lassen. Am 19. April 1904 wurde Zweifel die Exequatur als Honorarkonsul Spaniens für den Konsularbezirk der Kantone Aargau und Solothurn erteilt.

## Kellerei-Gebäude
Das nahezu gleichzeitig mit den Gebäuden der Feldschlösschen-Brauerei in Rheinfelden in der Zeit des Historismus errichtete Kellerei-Gebäude gehörte zur Sonderbauform der Weinarchitektur, dem Anleihen des südspanischen Baustils nachweisbar ist. Als Firmensignet fungierten der Leuchtturm und die Bildmarke El Faro. Diese Vignette schmückte Werbeanzeigen, Flaschenetiketten und das Briefpapier. Sie ist noch heute im Giebel auf der Gartenseite der Villa Malaga zu sehen.
Das Kellerei-Gebäude in der Niederlenzerstrasse 27 wurde 1983 unter Denkmalschutz gestellt, 1991 dann aber doch abgerissen. Erhalten geblieben ist die nach Osten gerichtete, einstöckige Schaufassade mit üppigen, maurisch anmutenden Malereien und dem El-Faro-Signet im Rundgiebel.